# St. Salvator (Coburg)

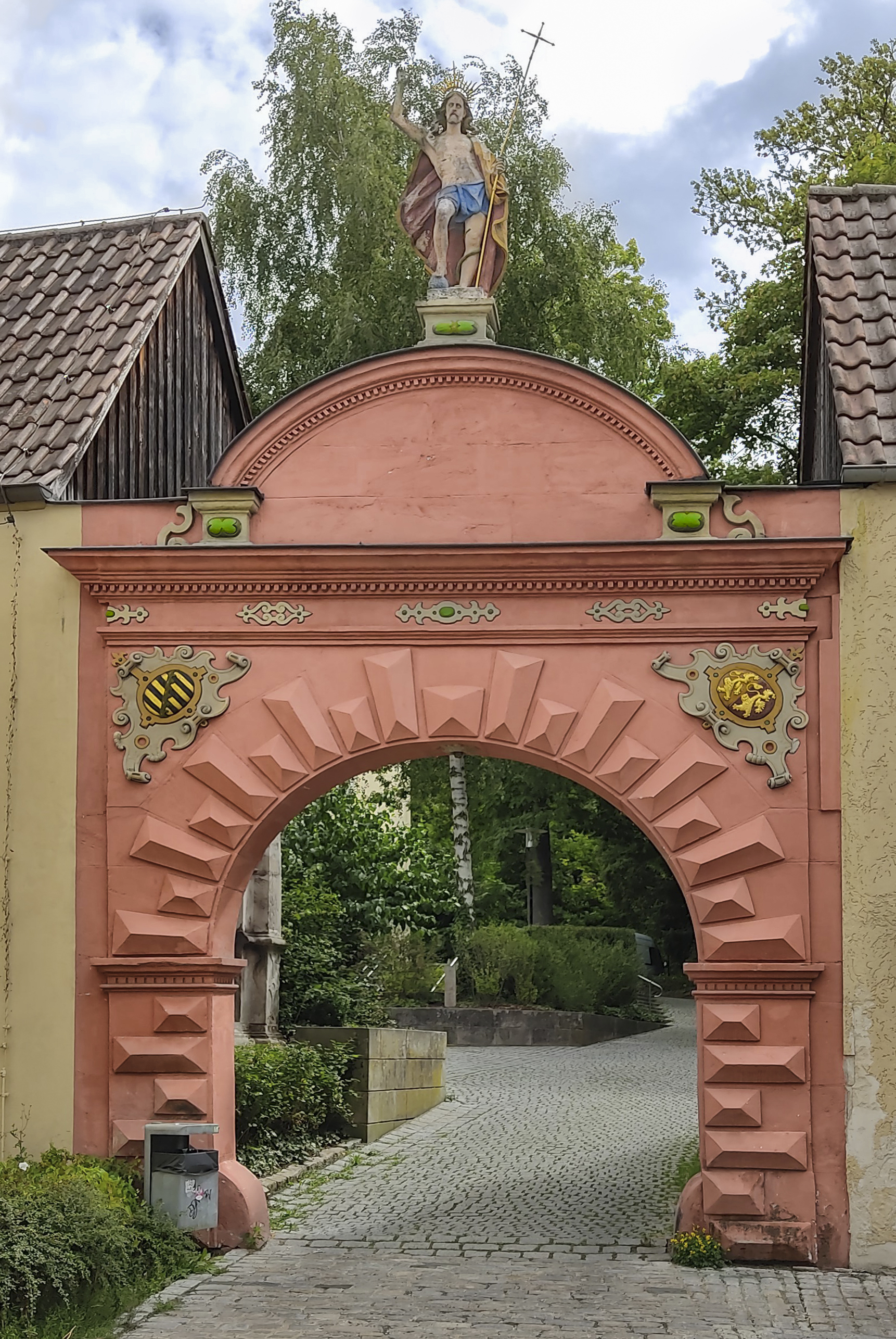
Renaissancetor am westlichen Zugang

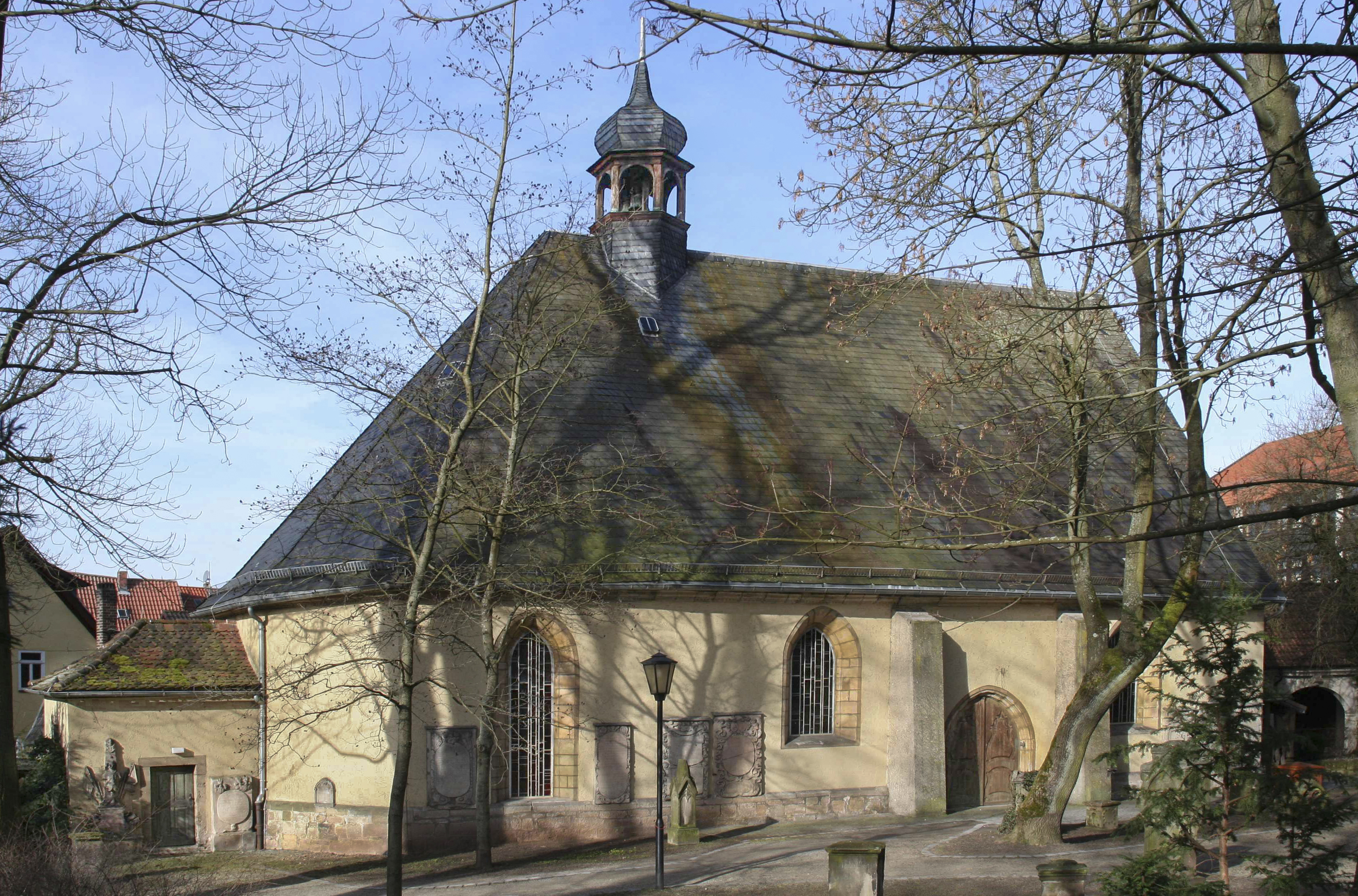
Friedhofskirche St. Salvator

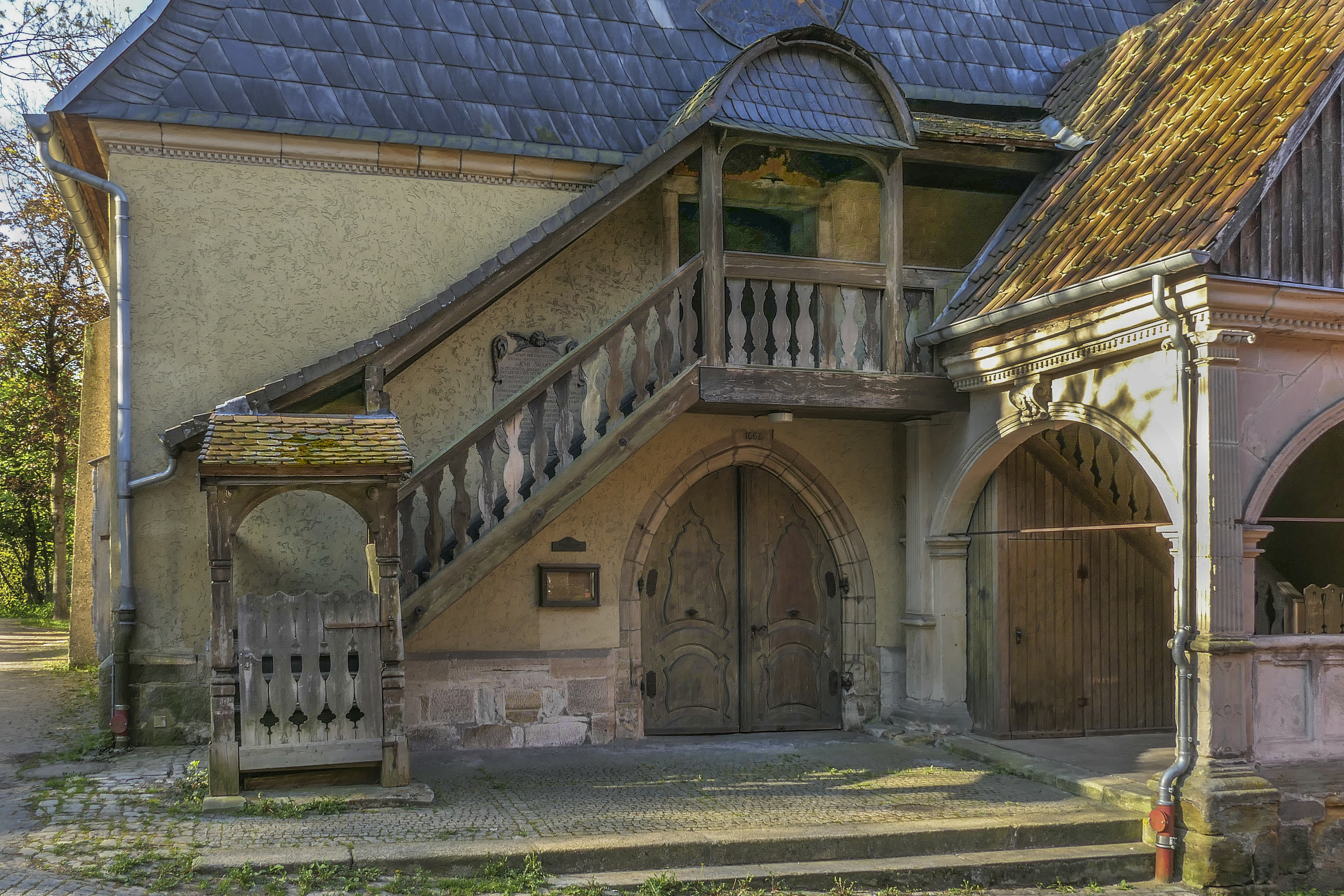
Nordportal mit Treppenaufgang zur Empore

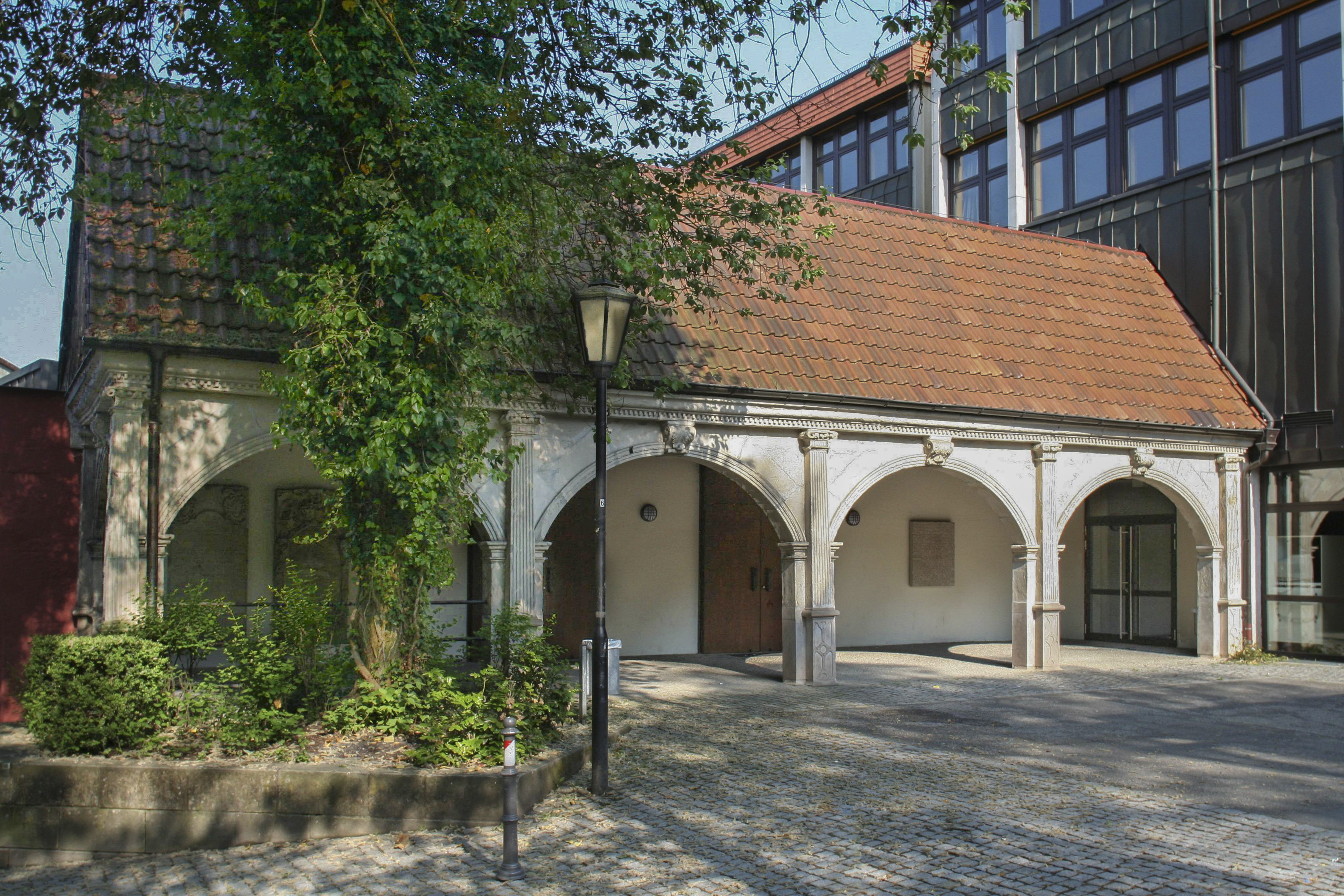
Gruftarkade

St. Salvator ist eine evangelisch-lutherische Friedhofskirche in Coburg, Untere Salvatorgasse 6.
Der Salvatorfriedhof wurde 1494 am Rand der Ketschenvorstadt als Ersatz für den Gottesacker auf dem Kirchhof bei der Morizkirche angelegt. Zusätzlich entstand ein kleines Gebäude, das sogenannte Predigthäuslein. Als größeres Bauwerk folgte in den Jahren 1660 bis 1662 die Salvatorkirche, auch Gottesacker-Kirche genannt, die an der Westseite des Friedhofs stehend, aus Platzgründen nach Süden ausgerichtet wurde. Nördlich schließen sich die verbliebenen Gruftarkaden an. Am 5. September 1662 folgte die Einweihung der Kirche, der auch Herzog Friedrich Wilhelm II. beiwohnte. 1740 erhielt die Kirche einen Sakristeianbau, um Gottesdienste während des Umbaus der Morizkirche zu ermöglichen. 1824 wurden die alten Grabplatten an die Wände gestellt.
Den westlichen Zugang zum Salvatorfriedhof beziehungsweise zur Salvatorkirche bildet ein Portal mit einer Christusfigur. Der Friedhof wurde nach der Eröffnung des Friedhofs am Glockenberg 1856 aufgelassen und ist seit 1984 ein Park.
Die spätgotische Saalkirche, 22,8 Meter lang und 11 Meter breit, besitzt einen dreiseitig geschlossenen Chor. Die Nordseite weist eine zweiläufige Außentreppe aus Holz zur Empore auf. Darunter ist der Haupteingang mit einem breiten, zweiflügeligen Spitzbogenportal angeordnet. Auf dem Kirchendach steht ein sechseckiger, verschieferter Dachreiter mit Arkadenaufsatz und Haube. Ursprünglich hatte die Saalkirche ein Tonnengewölbe und eine Wandbemalung mit Vorhangmotiven. Bei den letzten Baumaßnahmen, in den Jahren 1961 bis 1963, wurden unter anderem zur Erhöhung der Standsicherheit Betonstrebpfeiler und Zuganker eingebaut sowie zwei Chorfenster geschlossen. Die Kirche erfuhr auch im Innern eine größere Umgestaltung. Es wurden eine neue Orgelempore, ein neuer Altar und eine halbhohe Altarwand, bestehend aus einem farbigen Glasmosaik des Coburger Bildhauers Köhler mit Darstellungen der Grabtragung Christi, des Kreuzes und der Erscheinung des Auferstandenen, eingebaut.